# Piazzale Michelangelo
A Piazzale Michelangelo Firenze egyik kilátóhelye. Az Arno bal partján lévő dombon mesterségesen kialakított park tetején kiépített tér, kilátóterasz. A 19. század végén tervezte - nem csak a teret, de a hozzá vezető sétautakat is - Giuseppe Poggi. A sétautak hossza kb. 6 kilométer. A tér közepén Michelangelo Buonarroti Dávid-szobrának bronzból készült másolatát helyezték el, lábainál a Medici-sírok napszakokat ábrázoló szobrainak másolatával. A Piazzaléra vezető sétaút mentén, a tér közvetlen közelében található a San Salvatore al Monte templom.